# Ілманду
Ілманду (ест. Ilmandu) — село в північній Естонії на березі Фінської затоки, у повіті Гар'юмаа, у волості Гарку. 
Воно розташоване за 20 км на захід від центру Таллінна. Населення Ілманду 148 чоловік.
Село розташоване обабіч дороги Таллінн-Клоога та північною частиною виходить на берег моря.